# Brevipecten bischofi
Brevipecten bischofi is een vlinder uit de familie spinneruilen (Erebidae). De wetenschappelijke naam is voor het eerst geldig gepubliceerd in 2007 door Hacker & Fibiger.
De soort komt voor in tropisch Afrika.